# Crystal Lake (Iowa)
Crystal Lake es una ciudad situada en el condado de Hancock, en el estado de Iowa, Estados Unidos. Según el censo de 2010, en ese momento tenía una población de 250 habitantes.Tiene una población estimada, a mediados de 2019, de 232 habitantes.

## Geografía
Según la Oficina del Censo de los Estados Unidos, la localidad tiene un área total de 0,66 km², la totalidad de los cuales 0,66 km² corresponden a tierra firme.

## Demografía
Según el censo de 2010, había 250 personas residiendo en la localidad. La densidad de población era de 378,79 hab./km². Había 140 viviendas con una densidad media de 212,12 viviendas/km². El 97,2% de los habitantes eran blancos, el 1,6% afroamericanos, el 0,4% amerindios y el 0,8% pertenecía a dos o más razas. El 4% de la población eran hispanos o latinos de cualquier raza.